# Blues Magoos
I Blues Magoos furono un gruppo garage/psychedelic rock newyorkese attivo nella seconda metà degli anni 60.

## Storia

### Inizi
I Blues Magoos emersero dal Greenwich Village di New York alla fine del 1965 e sono tra i più importanti rappresentanti della transizione dei generi dei primi anni 1960 al rock psichedelico.
Assieme ai texani The 13th Floor Elevators, furono i primi a porre il termine "psichedelico" sulla copertina di un album.
Quando il gruppo, nel 1965, si affaccia sulla scena, conta un forte repertorio rock-blues e garage-blues. In poco tempo, grazie anche all'azione pubblicitaria degli abili produttori, il gruppo arriva al successo spostando il suo linguaggio verso toni più comunemente psichedelici, caratterizzati da una chitarra forte e acida. Linguaggio che il grande pubblico ancora ignorava e che, anticipa di qualche mese l'esplosione negli U.S.A. del fenomeno psichedelico.

### Psychedelic Lollipop
Primo disco, datato 1966. Importante perché, come già detto, contiene in copertina quel termine che diventerà manifesto di una generazione di giovani nei tre anni seguenti. In questo senso è un disco precursore, innovativo.
Già a partire da questo album i musicisti mostrano notevole affiatamento, buona tecnica e molta energia e grinta che inaspriscono e induriscono un classico repertorio garage-blues. Lo stile è efficace come dimostra la classica "Tobacco Road", ampliata da una jam delirante, e le cover "I'll Go Crazy", "Worried Life Blues", "She's Coming Home". Lo stile lisergico è più evidente nella ballata "Love Seems Doomed ".

### Electric Comic Book
L'anno successivo (1967) pubblicano il loro secondo lavoro. Disco meno fortunato del primo che vede un minor influsso dei toni garage e un maggior dialogo con la componente psichedelica. È presente una cover del classico "Gloria" di Van Morrison.

### Basic Blues Magoos e fine carriera
Terzo e ultimo album di inediti dei Blues Magoos datato 1968. Abbandono del classico stile psichedelico per ritornare al più classico rock-blues. Quando la fama del gruppo si placa, il manager promuove la carriera da solista di Theillhelm che fonda un nuovo gruppo senza valore. Da notare la pubblicazione nel 1992 di una raccolta esaustiva di tutta la produzione più importante del gruppo.

## Formazione
- Ralph Scala (voce, tastiere)
- Emil Theilhelm (chitarra, voce)
- Mike Esposito (chitarra)
- Ron Gilbert (basso, voce)
- Geoff Daking (batteria)

## Discografia

### Album in studio
- 1966 - Psychedelic Lollipop (Mercury Records, SR 61096)
- 1967 - Electric Comic Book (Mercury Records, SR 61104)
- 1968 - Basic Blues Magoos (Mercury Records, SR 61167)
- 1969 - Never Going Back to Georgia (ABC Records, ABCS 697)
- 1970 - Gulf Coast Bound (ABC Records, ABCS 710)
- 2014 - Psychedelic Resurrection (Kayos Records, -)

### Raccolte
- 1992 - Kaleidoscopic Compendium: The Best of the Blues Magoos (Mercury Records, 314 512 313-4)
- 2016 - The Mercury Singles (1966-1968) (Sundazed Music Records, SC 6328)